# Maybrat
Maybrat ist ein indonesischer Regierungsbezirk (Kabupaten) in der indonesischen Provinz Papua Barat Daya auf der Insel Neuguinea. Stand 2020 leben hier circa 44.000 Menschen. Der Regierungssitz des Kabupaten Maybrat ist Kumurkek.

## Geographie
| Distrikt Distrik      | Dörfer Kampung |
| --------------------- | -------------- |
| Aifat                 | 23             |
| Aifat Timur           | 9              |
| Aifat Timur Jauh      | 7              |
| Aifat Timur Selatan   | 6              |
| Aifat Timur Tengah    | 12             |
| Aifat Selatan         | 16             |
| Aifat Utara           | 20             |
| Aitinyo               | 17             |
| Aitonyo Barat         | 9              |
| Aitinyo Raya          | 10             |
| Aitinyo Tengah        | 14             |
| Aitinyo Utara         | 12             |
| Ayamaru               | 8              |
| Ayamaru Barat         | 8              |
| Ayamaru Jaya          | 10             |
| Ayamaru Selatan       | 10             |
| Ayamaru Selatan Jaya  | 7              |
| Ayamaru Tengah        | 10             |
| Ayamaru Timur         | 8              |
| Ayamaru Timur Selatan | 7              |
| Ayamaru Utara         | 12             |
| Ayamaru Utara Timor   | 7              |
| Mare                  | 9              |
| Mare Selatan          | 9              |

Maybrat liegt im Zentrum der Vogelkophalbinsel ohne Zugang zum Meer. Im Norden grenzt es an den Regierungsbezirk Tambrauw, im Osten an Teluk Bintuni und im Südwesten an Sorong Selatan. Administrativ unterteilt sich Maybrat in 24 Distrikte (Distrik) mit 259 Dörfern (Kampung) und einem Kelurahan.

## Einwohner
2020 lebten in Maybrat 44.156 Menschen. Die Bevölkerungsdichte beträgt 8 Personen pro Quadratkilometer. 80 Prozent der Einwohner sind Protestanten, 19 Prozent Katholiken und 1 Prozent Muslime.